# Combat de la forêt de Sama
Guerre du Mali
Batailles
Le combat de la forêt de Sama a lieu pendant la guerre du Mali. Le 16 juillet 2015, l'armée malienne attaque un camp djihadiste dans le sud du pays.

## Prélude
En 2015, le groupe Ansar Dine tente de s'étendre au sud du Mali et d'ouvrir un nouveau front dans la région de Sikasso où il revendique ses premières attaques,. Le 10 juin à Misséni, près de la frontière avec la Côte d'Ivoire, des islamistes tuent un gendarme, incendient des véhicules et hissent leur drapeau noir dans le camp militaire avant de disparaître. C'est la première fois que les djihadistes mènent une attaque si loin au sud du Mali. Le 28 juin, des hommes armés se réclamant de la branche sud d'Ansar Dine prennent pendant quelques heures le contrôle de la ville de Fakola sans rencontrer de résistance, avant de se replier,,.
Le 9 juillet, un émissaire d'Iyad Ag Ghali, le chef d'Ansar Dine, est arrêté dans le centre du Mali alors qu'il se dirigeait vers Bamako,.
Le 13 juillet, 20 islamistes suspectés de vouloir rejoindre les groupes insurgés sont arrêtés au poste-frontière de Zégoua, à bord d'un car en provenance de Côte d'Ivoire. Parmi eux figurent, 13 Mauritaniens, deux Maliens, deux Français et trois binationaux franco-maliens, tous ou plusieurs d'entre eux sont des membres de la Dawa,,,.

## Déroulement
Après les attaques de juin, l'armée malienne commence à mener des opérations de ratissage près de la Côte d'Ivoire, dans la région de Sikasso, et notamment dans la forêt de Sama, dans la commune de Fakola, où trois djihadistes sont tués entre le 28 juin et le 2 juillet,.
Le 16 juillet, l'armée attaque une base militaire djihadiste dans la forêt de Sama, repérée grâce à des témoignages venus de la population. Deux offensives sont menées par les commandos parachutistes « bérets rouges » et le camp est démantelé. Des armes, des munitions et des motos sont découvertes. Plusieurs djihadistes sont tués ou capturés, d'autres parviennent à s'enfuir,,,,.
Les djihadistes appartiendraient à Ansar Dine, à la Force de libération du Macina et à la secte « des pieds nus »,. 
Après ce combat, Souleymane Keïta, l'émir de la katiba « Khaled Ibn Walid » s'enfuit vers la Guinée.

## Pertes
Aucun bilan officiel détaillé n'est communiqué, mais deux soldats maliens sont blessés selon des sources de l'AFP et de RFI,. D'après celles de la BBC, une dizaine de djihadistes sont tués et une dizaine capturés. Selon une source militaire du journal malien Studio Tamani, environ 30 combattants ont été tués, dont certains par des bombardements, et 15 faits prisonniers.
Rémi Carayol, journaliste de Jeune Afrique, indique cependant que selon une source sécuritaire malienne, une trentaine de combattants étaient actifs dans la forêt de Sama, tous issus de la katiba « Khalid Ibn Walid » d'Ansar Dine. Parmi ces derniers, cinq ont été tués, 14 capturés par les forces maliennes et sept autres arrêtés quelques jours plus tard par les forces ivoiriennes.